# دولت أباد (زاوة)
دولت أباد (بالفارسية: دولت‌آباد) هي مدينة تقع في إيران في مقاطعة زاوة. يقدر عدد سكانها بـ 8,740 نسمة .